# Adolf Rücker
Adolf Rücker (* 26. Mai 1880 in Lichtenwalde, Landkreis Habelschwerdt, Grafschaft Glatz; † 13. November 1948 in Münster) war ein deutscher katholischer Theologe (Patristiker) und Orientalist.

## Leben
Adolf Rücker war ein Sohn des Bauern Josef Rücker und seiner Ehefrau Franziska, geb. Gebhart. Er besuchte von 1886 bis 1894 die Volksschule seines Heimatdorfes und das Königlich Katholische Gymnasium in Glatz, an dem er 1902 das Abitur ablegte. Danach studierte er an der Universität Breslau Katholische Theologie und Orientalische Sprachen. 1906 wurde er zum Priester geweiht, 1908 zum Dr. phil. und am 24. Juni 1911 zum Dr. theol. promoviert. Nur einen Monat später, am 27. Juli 1911, wurde er an der Katholisch-theologischen Fakultät der Universität Breslau im Fach Exegese des Neuen Testamentes habilitiert und lehrte dort als Privatdozent. Von 1912 bis 1914 forschte er als Stipendiat der Görres-Gesellschaft in Palästina.
1921 wurde Rücker an der Universität Breslau zum außerordentlichen Professor für die Kunde des Christlichen Orients berufen, 1923 wechselte er als Nachfolger Paul Karges auf den Lehrstuhl für Kunde des christlichen Orients an die Universität Münster. Nach dem Weggang von Franz Joseph Dölger aus Münster 1927 wurde dessen Professur nicht neu besetzt, sondern Rückers Lehrauftrag um Alte Kirchengeschichte, Christliche Archäologie, Patrologie und Dogmengeschichte erweitert.
Rücker war Mitherausgeber der Zeitschrift Oriens Christianus (von 1927 bis 1941) und der Buchreihe Liturgiegeschichtlichen Quellen und Forschungen (von 1927 bis 1939).

## Schriften (Auswahl)
- Die Canones des Simeon von Rêvârdešîr. Leipzig 1908, OCLC 977724669.
- Die Lukas-Homilien des hl. Cyrill von Alexandrien. Ein Beitrag zur Geschichte der Exegese. Breslau 1911, OCLC 53432767.
- Über das Gleichnis vom ungerechten Verwalter. (Lk 16, 1–13). Freiburg im Breisgau 1912, OCLC 59219920.
- Die syrische Jakobosanaphora nach der Rezension des Jaqôb(h) von Edessa (Liturgiegeschichtliche Quellen 4) (Münster 1923). Aschendorff, Münster 1923.
- Des Heiligen Ephräm des Syrers Hymnen gegen die Irrlehren. München 1928.